# خسرو حکیم رابط
خسرو حکیم رابط (زادهٔ ۱۳۰۹ در شیراز) نمایشنامه‌نویس و ناقدِ آثار دراماتیک ایرانی است.

## زندگی
خسرو حکیم رابط، به روایت شناسنامه، ۵ فروردین ۱۳۰۹ شمسی در شیراز دیده به جهان گشود. پدرش محمود و مادرش رضوان نام داشت. سه تا پنج سالگی را در استهبان روزگار گذرانده و از آن روزها خاطره‌هایی به یاد دارد. خسرو هنوز کودک بود که پدرش دیده از جهان فروبست و او و خانواده به فقر و تنگدستی گرفتار شدند. خسرو حکیم رابط پیرامون پدربزرگش می‌نویسد: « "حکیم الهی"، که بعدها با خواندن کتاب "فارس و جنگ بین‌الملل" نوشته "حسین رکن زاده آدمیت" و نیز برخورد با خاطرات یکی از دوستانش می فهمم که به هر حال آدمی بوده‌است، کسی بوده‌است – دو حزب مهم آن روز شیراز را ائتلاف داده است و به همین علت نام فامیل او را از "حکیم الهی" به "حکیم رابط" تغییر داده‌اند. عالِمِ دین است، شاگرد "سید جمال الدین اسدآبادی" بوده‌است و در حال حاضر، پشت "سید میرمحمد"، برادر "شاه چراغ"، در مدرسه "حکیم" حجره‌ای دارد و درس می‌دهد؛ فلسفه و اصول و بقیه چیزهایی که من نمی‌دانم». (حکیم رابط – من با کدام ابر... روز هفتم(خاطره ها) -، ۱۳۸۵، ۳۳-۳۴)
خسرو حکیم رابط پیرامون همسرش، آهو بانو، با بغض چنین می‌گوید: «من مدیون کسی هستم که دست مرا گرفت و مرا از آتش و از توفان بیرون کشید. دست مهربانی که دست من را گرفت و سایه آدم مهربانی که بر سر من افتاد و برای من فراغت و آسایشی را فراهم کرد که بتوانم بایستم، به خودم فکر کنم، به گذشته ام نگاه کنم و به خودم بیایم. این نعمت و این برکت کسی نبود و چیزی نبود جز همسر مهربان و فداکار من؛ اگر دینی هست، من مدیون ایشانم». (فیلم دیدار آشنا، ۱۳۸۴)
سال‌هایی از سال‌های جوانی خسرو حکیم رابط، سال‌های آوارگی و در به دری است؛ دست آوردی شوم از دوران سیاست زده سال‌های دهه ۳۰ و ۴۰ خورشیدی. سال‌های کارگری؛ سال‌هایی که او را مجبور کرد تا از پس بسیاری از کارها بربیاید. از لوله کشی گرفته تا برق کشی و کارشناس بهداشتی گوشت در کشور ترکیه و ... این روزگار، حکیم رابط را از تحصیل و تنفس در فضای ادب و هنر دور می‌کند؛ گرچه زندگی پرهیاهو، خود آموزگاری پردانش برای او می‌شود. چنان که خود وی می‌گوید: « هیچ استادی برای من بهتر از زندگی نبوده است. من از زندگی و کار بیش از هر چیز دیگری آموخته ام». (حکیم رابط – گفتگو با عرفان پهلوانی، مجله نمایش -، ۱۳۹۱، ۱۸) با اینکه حکیم رابط با رنج و درد زندگی آشناست، اما شوخ طبعی یکی از ویژگی‌های بارزش است. برخی از منتقدان، خسرو حکیم رابط را به خاطر کم کاری هنری و ادبی اش در درازنای سال‌های زیستن مورد انتقاد قرار می‌دهند. خودش می‌گوید: «انسان درگیر توفان، انسانی که در خرمن آتش افتاده است، انسانی که از این کوچه به آن کوچه آسیمه سر و آشفته در حال فرار و در به دری و آوارگی است، چه می‌تواند بکند؟ آیا می‌تواند دست به قلم ببرد؟ می‌تواند بایستد؟ می‌تواند به اطرافش نگاه کند؟ آیا می‌تواند فکر کند؟ فکر نمی‌کنم از عهده چنین کارهایی بربیاید. بخش عمده زندگی من عبور از همین توفان و آتش و آوارگی بوده‌است و فرصت ایستادن و نگریستن طبعاً برای من وجود نداشته‌است». (فیلم دیدار آشنا، ۱۳۸۴)
وی پیرامون سال‌های آوارگی می‌گوید: «در دوران "بازی‌های سیاسی"، فرار، هزار چهرگی، آوارگی و کارهای مختلفی را از سر گذرانده ام. ... حقیقتش این است که زمانی عینک سیاست و ایدئولوژی به چشم داشتیم و زندگی و زمانه را از پس آن عینک و آن چارچوب بسته می‌دیدیم. واقعیت این است که در همان آوارگی‌های سیاسی و کارهای مختلفی که من داشتم و از سر می‌گذراندم، زمانی ضمن کار گذارم به جایی افتاد که لوله‌کشی می‌کردم، شده بودم "اوستای" لوله کش. حدود سال‌های ۴۳-۱۳۴۲ در شرکتی کار می‌کردم که کارهای شهربانی را انجام می‌داد. یک روز در جایی تک و تنها مشغول به کار سخت لوله‌کشی بودم که با خودم گفتم این جا کجاست؟ دیدم پلکانی هست رو به پایین. رفتم دیدم اِ... ! این جا همان زندان موقت شهربانی است که من زمانی در آن زندانی بودم! داشتند طبقه بالایش را هم زندان می ساختند که بعدها شد کمیته ضد خراب کاری و حالا هم موزه شده‌است. دیدم من که یک وقت زندانی بودم، حالا زندان ساز شده ام. خیلی برایم تلخ بود... آن زمان دیپلم دانشسرای مقدماتی پسران را داشتم و معلم بودم. معلمی آواره که معلمی را ترک کرده بود». (حکیم رابط – گفتگو با عرفان پهلوانی، مجله نمایش -، ۱۳۹۱، ۱۷)

سال ۱۳۴۳ بود که خسرو حکیم رابط با دیدن آگهی تأسیس دانشکده هنرهای دراماتیک وارد دانشگاه و با بزرگانی همچون رکن الدین خسروی، جمشید مشایخی و علی حاتمی همکلاس می‌شود. او پیرامون دوران دانشگاه می‌گوید: «در دانشکده در سطحی بودم که بعدها فهمیدم باید به من بورس تحصیلی خارج از کشور می دادند. اما چون در جریان نبودم، این حق را به کس دیگری دادند که حالا اسمش را نمی‌برم و اینکه از این بورس استفاده کرده‌است یا نه، نمی‌دانم. اما این را می دانم که بعدها در لندن قالی فروشی داشته‌است. به هر حال وارد کار شدیم و کار کردیم و درس دادیم. به این ترتیب گرچه رفتن من به دانشکده هنرهای دراماتیک به نوعی انتخاب تصادفی بود، اما با خلق و خویم سازگاری داشت و برایم خیلی بهتر از دانشکده شیمی یا زبان یا دانشکده‌های دیگر بود. ولی به هر حال تصادف هم در این ماجرا بدون نقش نبود. آخر، خار دم باد بودیم دیگر، هر جا که باد ما را می برد برده بود. خوش بختانه این بار و این باد مرا به این سو آورد، اگرچه هر جای دیگری هم بود می رفتم، ولی از اینکه به جایی آمدم که تنفس گاهی هست و می‌توانم کار کنم، کار خودم را، خوشحالم. از معلمی پشیمان نیستم». (حکیم رابط – گفتگو با عرفان پهلوانی، مجله نمایش -، ۱۳۹۱، ۱۸)
خسرو حکیم رابط، استاد چند نسل از دانشجویان و هنرجویان نمایش و نمایشنامه نویسی این سرزمین بوده و هست. هنوز هم بسیاری از نویسندگان به نام سرزمینمان نوشته‌های خود را نزد حکیم رابط می‌برند و از نظرها و ایده‌های وی بهره‌ها می‌گیرند. وی پیرامون معلمی می‌گوید: «درس دادن هنر نیست، اما ریاضت هنرمندانه‌ای است». (فیلم دیدار آشنا، ۱۳۸۴) حکیم رابط بیش از ۶۰ سال پیش معلمی را از دبستان «امیر عضد» شیراز آغاز می‌کند و بیش از ۴۰ سال است که در دانشگاه‌های گوناگون همچون دانشگاه تبریز، دانشکده هنرهای دراماتیک، دانشکده سینما تئاتر، دانشگاه هنر، دانشکده هنرهای زیبای دانشگاه تهران، دانشکده هنر و معماری دانشگاه آزاد تهران مرکزی، دانشگاه آزاد اراک و ... تدریس کرده‌است.
خسرو حکیم رابط در دهه‌های ۶۰ و ۷۰ شمسی چندی از آثار خود را جداگانه به چاپ رساند. از آن جمله می‌توان به فیلمنامه‌های «ارض موعود»، «فصل خون»، «دست هزار بلوچ»، «تشنگی، آب، چرخ»، «گذر از ظلمات» و نمایشنامه‌های «آن جا که ماهی ها سنگ می‌شوند» و «سهراب شنبه» اشاره کرد. ایشان فیلم‌نامه چند سریال تلویزیونی را نوشته‌اند و این فیلمنامه‌ها آماده ساخت و چاپ‌اند. «تشنگی، آب، چرخ» فیلمنامه‌ای بلند و بدون کلام است. سال ۸۵ بود که نشر قطره در دوره‌ای سه جلدی آثاری از وی را با نام «من با کدام ابر ...» چاپ کرد و «انتشارات روزبهان» در سال 1395 مجموعه‌آثار خسرو حکیم‌رابط را در 5 جلد منتشر نمود که از این مجموعه در دویست و هشتاد و چهارمین شب از «شب‌های بخارا» (شب خسرو حکیم‌رابط) به شرح زیر رونمایی شد:
غروب روز سه‌شنبه دهم اسفند سال یکهزار و سیصد و نود و پنج، مجلۀ بخارا با همکاری انتشارات گاندی و روزبهان، در دویست و هشتاد و چهارمین شب خود میزبان خسرو حکیم‌رابط، نمایشنامه‌نویس معاصر بود. در ابتدای این نشست که در کانون زبان فارسی برگزار شد، «علی دهباشی» بخشی از جلد یکم مجموعۀ آثار خسرو  حکیم‌رابط را، که در همین شب رونمایی شد، قرائت کرد. سپس بخش کوتاهی از مستند “متبرک باد قلمت” ساختۀ «محمدعلی روستا» و «عباس موسوی»، که به زندگی خسرو حکیم‌رابط  پرداخته است، به نمایش درآمد. دکتر «یدالله آقاعباسی»، نویسنده، مترجم و پژوهشگر حوزۀ تئاتر سخنران نخست بود که سخنانش را با خواندن بخشی از نمایشنامۀ “آنجا که ماهی‌ها سنگ می‌شوند” آغاز کرد. سپس «علی مرتضوی فومنی»، نمایشنامه‌نویس و عضو کانون نمایشنامه‌نویسان خانۀ تئاتر، یادگفتاری دربارهٔ خسرو حکیم‌رابط خواند و در پایان جلسه و پس از رونمایی از مجموعه آثار استاد حکیم‌رابط، ایشان برای دوست‌داران خود سخنرانی کردند.

## من با کدام ابر ..." – چند فیلم‌نامه
در این کتاب هفت فیلم‌نامه «اسماعیل در قربانگاه (۱۳۵۱)»، «تشنگی (فیلمنامه‌ای بدون کلام - زمستان ۱۳۵۳)»، «دست هزار بلوچ (تابستان ۱۳۵۴)»، «فصل خون (بهمن ۱۳۵۸)»، «گذر از ظلمات (تیر ۱۳۶۹)»، «طلوع در کوچه قهر و آشتی (۱۳/۶/۱۳۷۱)» و «باغ آدم» آمده‌است. «فصل خون» روایتی سینمایی از نمایشنامه «آنجا که ماهی‌ها سنگ می‌شوند» است.

## من با کدام ابر ..." – چند نمایشنامه
در این کتاب سه نمایشنامه صحنه‌ای به نام‌های «آنجا که ماهی‌ها سنگ می‌شوند (اسفند ۱۳۴۸)»، «ایوبِ دلتنگِ خسته خندان (تابستان ۱۳۵۶)» و «سهراب شنبه (تابستان 1354)» به همراه هفت نمایشنامه رادیویی به نام‌های «آهو و احمد»، «زمانه در ظرف زمان»، «عطسه»، «زیر تیغ آفتاب (۸/۸/۱۳۶۲)»، «بانگ زنگ فیل فیلن (۲۴/۳/۱۳۶۲)»، «فیل در پرونده (۱۰/۲/۱۳۶۲)» و «حراج در ساعت هشت» آمده‌اند.
خسرو حکیم رابط میان سال‌های ۱۳۶۲ تا ۱۳۶۴ بیش از ۶۰ نمایشنامه برای رادیو نوشت. بسیاری از این نمایشنامه‌های رادیویی، به قول خودش «برداشتی است آزاد از نویسندگانی دیگر و از دیارانی دیگر. تک و توکی نزدیک تر به متن اصلی (مثلاً فیل در پرونده) و بقیه برداشتی آزادتر و بیشتر شاید با نگاهی عمیق تر، گسترده تر و چه بسا "امروزی" تر و "این جایی" تر، نسبت به اصل». (حکیم رابط – من با کدام ابر... چند نمایشنامه -، ۱۳۸۵، ۱۶۵-۱۶۶)

## من با کدام ابر ..." – روز هفتم (خاطره ها)
در این کتاب ۴۶ خاطره از خسرو حکیم رابط به قلم خودش آمده‌است. این خاطره‌ها در شهرهایی همچون کازرون، شیراز، تهران، تبریز، زابل و دیگر کشورها همچون رومانی، روسیه، ترکیه و ... رخ داده‌اند.
او در بخشی از این کتاب نوشته است:
« تبریز را رها می کنم و به تهران می آیم. سابقه لَت و پارِ معلمی ام را، با شکایت و مصیبت، زنده می کنم و دوباره می شوم معلم مدرسه. معلم کلاس دوم ابتدایی، در دبستان دخترانه "پروین اعتصامی" میگون. از سال چهارم دانشگاه، به کلاس دوم ابتدایی در میگون. اما چه دنیایی پیدا می‌کنم، چه عشقی و چه زندگی ای!
به راستی زندگی می‌کنم، با بچه‌های دو مثقالی. در طول تمام عمر معلمی، هیچ گاه این قدر لذت نبرده ام. صفحه‌های "کانون پرورش فکری کودکان" را برای بچه‌ها می آورم، قصه می‌گویم، شادی و عشق را دامن می زنم، خود نیز شاد و عاشق می‌شوم. بچه‌های دو مثقالی همه، دست به قلم می‌شوند، قصه می نویسند؛ زیبا، صمیمی، بهتر از من و من لذت می‌برم و زندگی می‌کنم». (حکیم رابط – من با کدام ابر... روز هفتم (خاطره ها) -، ۱۳۸۵، ۱۳۳)
"اتاق شماره ۶ و سه نمایشنامه دیگر"
در این کتاب چهار نمایشنامه به نام‌های «به بهانه آزادی (۱۳۴۴)»، «و من آن ساز بی آواز دلتنگ (۱۳۵۴)»، «خرسی که می خواست خرس باقی بماند (نمایشنامه رادیویی)» و «اتاق شماره ۶» آمده‌اند. «اتاق شماره 6» برداشتی آزاد از داستانی به همین نام نوشته «آنتون پاولویچ چخوف» و واپسین نمایشنامه وی تا لحظه اکنون است. «به بهانه آزادی» نخستین تجربه خسرو حکیم رابط در زمینه نمایشنامه‌نویسی است که بارها با نام «یاغی ها» اجرا شده‌است. یادداشت حکیم رابط در توضیح اینکه چه شد تا پس از سال‌ها این نمایشنامه را به چاپ رساند، مهم و خواندنی است. خسرو حکیم رابط این کتاب را به همسرش پیشکش می‌کند و در آغاز آن می‌نویسد:
«پیشکشی دیرهنگام
برای پاره اصلی هستیَم
"آهو"ی خوب و مهربان
تندیس باشکوه رنج، تحمل
و
ایثار»
"خجالت بکشید آقای ترحم!"
این کتاب شامل هشت نمایشنامه رادیویی به نام‌های «تیم دو نفره (۱۷/۱۰/۱۳۶۳)»، «مرد میدان و پیرزن مهربان»، «خجالت بکشید آقای ترحم!»، «روشنی چشمانم...»، «سهیل و هفت برارون»، «توطئه بر ضد دولت؟»، «عطسه» و «فیل در پرونده» است.
"بی نقاب"
خسرو حکیم رابط کتاب «بی نقاب» را، که گنجینه ارزشمندی از یادداشت‌ها، سخنرانی‌ها و گفتگوهای ایشان است، به انتشارات نمایش سپرده که به زودی چاپ خواهد شد. 
حکیم رابط چند سال است که از بیماری قلبی رنج می‌برد و آذر سال (۱۳۹۱) دچار ایست قلبی  شد. وی پیرامون مرگ می‌گوید: 
«مرگ چیز بدی است. من اصلاً از مردن خوشم نمی‌آید. حوصله مردن هم ندارم. بدم هم می‌آید که یک جا بیافتم، بعد جمع بشوند دورم ... » (گفتگویی با ناصر حسینی مهر، ۱۳۹۱)

## نمایش نامه‌ها
- آنجا که ماهی‌ها سنگ می‌شوند
- ایوب دلتنگ خسته خندان
- سهراب شنبه
- سهراب و ساز و والی قبرستان
- روز هفتم (نشر روزبهان)[۲]، خاطره ها
- متن سریال قافله این عمر به کارگردانی  مجید بهشتی  توسط خسرو حکیم رابط برای تلویزیون به نگارش درآمد.

## نمایش نامه‌های رادیویی
- آهو و احمد
- زمانه در دست زمان
- عطسه
- زیر تیغ آفتاب
- بانگ زنگ فیل فیلن
- فیل در پرونده

## فیلمنامه‌ها
- ارض موعود
- فصل خون
- دست هزار بلوچ
- تشنگی، آب، چرخ
- گذر از ظلمات
- اسماعیل در قربانگاه
- باغ آدم
- طلوع در کوچه قهر آشتی
- مهتاب شب اول